# Ripiphorus
Ripiphorus – rodzaj chrząszczy z rodziny wachlarzykowatych (Ripiphoridae). Larwy Ripiphorus są parazytoidami błonkówek z rodzajów Nomia i Diadasia.
Dokładniej poznano biologię gatunku R. smithi.
W Europie występuje jeden gatunek, R. subdipterus, nie wykazany dotąd z obszaru Polski.
Gatunki:
- Ripiphorus fasciatus (Say)
- Ripiphorus zeschii (LeConte)
- Ripiphorus walshii (LeConte)
- Ripiphorus rex
- Ripiphorus smithii
- Ripiphorus niger (Waterhouse, 1875)
- Ripiphorus hyalinus (Champion, 1891)
- Ripiphorus simplex (Champion, 1891)
- Ripiphorus luteipennis LeConte
- Ripiphorus subdipterus Bosc d'Antic, 1792
- Ripiphorus diadasiae Linsley et McSwain, 1950
- Ripiphorus creticus Batelka, 2007
- Ripiphorus turcicus (Pic, 1914) Batelka, 2007
- Ripiphorus arabiafelix Batelka, 2009
- Ripiphorus caboverdianus Batelka et Straka, 2011